# Whetu Tirikatene-Sullivan
Whetu Tirikatene-Sullivan, née le 9 janvier 1932 à Rātana Pā (en) (Nouvelle-Zélande) et morte le 20 juillet 2011 à Wellington (Nouvelle-Zélande), est une femme politique néo-zélandaise.
Députée de 1967 à 1996, représentant le Parti travailliste, elle devient en 1972 la première femme maorie ministre de Nouvelle-Zélande. Lorsqu'elle prend sa retraite, en 1996, elle est la deuxième femme députée du pays à avoir siégé aussi longtemps, achevant son dixième mandat. Elle est l'une des vingt titulaires de l'ordre de Nouvelle-Zélande, la plus haute distinction du pays.

## Biographie

### Origines, études et famille
Whetu Marama Tirikatene est la fille d'Eruera Tirikatene et de Ruti Solomon. Ses iwi sont Ngāi Tahu et Ngati Kahungunu. Elle est élevée à Rātana Pā par sa grand-mère, Amiria Henrici Solomon, styliste et tailleuse. Elle fait ses études au Rangiora High School (en) et au Wellington East Girls' College (en). Elle se distingue en danse, remportant le championnat amateur de danse de salon latino-américaine de Nouvelle-Zélande avec son partenaire australien Kevin Mansfield, ainsi qu'en escrime, devenant l'une des quatre meilleures escrimeuses du pays,. Elle entreprend un doctorat en sciences politiques à l'université nationale australienne, avec le sujet « Contemporary Maori Political Involvement ». À cette occasion, elle rencontre Denis Sullivan, qui prépare alors un doctorat en physique ; il devient plus tard professeur agrégé de physique et d'astrophysique à l'université Victoria de Wellington. Ils se marient à Canberra le 18 mars 1967,,.

### Carrière politique
Son frère Te Rino Tirikatene se présente en vain pour le Parti travailliste aux élections législatives de 1963 puis de 1966 pour la circonscription de Rangiora (en). À la mort de leur père, Sir Eruera Tirikatene, en 1967, beaucoup s'attendaient à ce que Te Rino lui succède en tant que député des Maoris du Sud (en). Comme Te Rino était en partie maori et avait eu le droit de choisir entre l'inscription sur les listes électorales maories et européennes, au moment de l'élection partielle suivant le décès de son père, il était inscrit sur la liste européenne à Rangiora, où il devait rester, en vertu de la loi électorale, jusqu'au prochain scrutin législatif, ce qui rendait peu probable qu'il soit éligible comme candidat dans la circonscription des Maoris du Sud. Son frère étant exclu du scrutin, l'attention s'est alors tournée vers Whetu Tirikatene-Sullivan (qui étudiait à l'époque en Australie) afin de briguer le siège,. Elle est finalement désignée candidate du Parti travailliste.

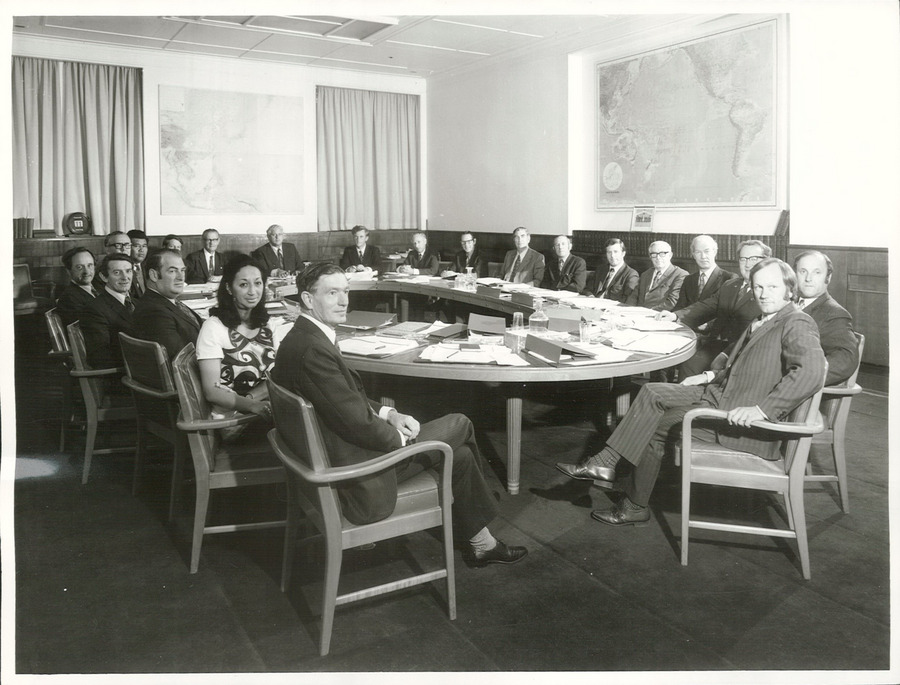
Whetu Tirikatene-Sullivan, à gauche, lors d'un conseil des ministres, en 1972.

Elle est élue députée lors de l'élection partielle de 1967,. Entre 1972 et 1975, elle est ministre du Tourisme. Elle est aussi ministre déléguée au Bien-être social de 1972 à 1974. Elle est enfin ministre de l'Environnement de 1974 à 1975. Elle est réélue députée jusqu'aux élections de 1996, année où la circonscription des Maoris du Sud est supprimée. Whetu Tirikatene-Sullivan se présente alors dans la circonscription de Te Tai Tonga (en), qui couvre une grande partie de l'ancienne circonscription, mais elle est battue de justesse par Tu Wyllie (en), du parti Nouvelle-Zélande d'abord. Elle se retire ensuite de la vie politique.
En 1970, Whetu Tirikatene-Sullivan est la deuxième femme à accoucher alors qu'elle est députée. Elle devient plus tard la première ministre (à la fois en Nouvelle-Zélande et dans le Commonwealth) à donner naissance à un enfant.
Le 6 février 1993, elle est nommée membre de l'ordre de Nouvelle-Zélande, la plus haute distinction civile décernée par le gouvernement néo-zélandais. La même année, elle reçoit la médaille du centenaire suffragiste (en). Elle meurt en 2011.

## Héritage
Whetu Tirikatene-Sullivan est, lors de son élection, la plus jeune femme maorie élue députée. Elle est également la première femme maorie à devenir ministre de Nouvelle-Zélande. En 2016, son portrait est installé aux côtés de celui d'Iriaka Matiu Ratana dans les bâtiments du Parlement néo-zélandais (en). Une cérémonie a lieu avec la famille de la défunte,. Les 29 années de législatures qu'elle a enchaînées font d'elle la femme députée à avoir siégé le plus longtemps dans le pays, jusqu'à ce qu'Annette King (en) la dépasse.
Whetu Tirikatene-Sullivan est aussi particulièrement connue pour son style vestimentaire et son appétence pour la mode. Mécène, elle commande des vêtements à des artistes maoris contemporains, par exemple Sandy Adsett (en), Para Matchitt (en), Cliff Whiting (en) et Frank Davis. Elle contribue par ce biais à populariser l'art maori,,. Comme ministre du Tourisme, elle porte ce genre de tenues à l'occasion d'évènements officiels, par exemple à l'opéra de Sydney, en Australie. Sa collection de tenues est présentée au MTG Hawke's Bay (en) lors d'une exposition intitulée « Whetu Tirikatene-Sullivan : Travel in Style »,.